# گیلینگهام، کنت

نمایی از خیابان «میل‌رود» در جیلینگهام - ۲۰۰۸

گیلینگهام یا جیلینگهام (به انگلیسی: Gillingham) شهری در منطقهٔ کنت کشور انگلستان است که این کشور خود بخشی از بریتانیا محسوب می‌شود. این شهر در سال ۱۹۹۱ میلادی ۹۴٫۹۲۳ نفر جمعیت داشته و در سرشماری سال ۲۰۰۱ جمعیت آن به ۹۸٫۴۰۳ نفر رسیده‌است. میزان رشد سالانهٔ جمعیت جیلینگهام، کنت ‎-۰٫۲۶ درصد می‌باشد و جمعیت این شهر در سال ۲۰۱۲ به ۹۵٫۵۹۱ نفر تغییر یافت.